# Ioannis Drymonakos
Ioannis Drymonakos (griechisch Ιωάννης Δρυμωνάκος, * 18. Januar 1984 in Athen) ist ein griechischer Schwimmer.

## Werdegang
Ioannis Drymonakos nahm zwei Mal an den Olympischen Spielen teil. 2000 war der 25. Rang über die 200 m Schmetterling noch seine beste Platzierung. 2004 verpasste er hingegen das Finale über 400 m Lagen nur knapp und wurde schlussendlich Neunter. Aktiv war er für den Schwimmverein KOA Tripolis und den AO Okeanos.
Am 21. März 2008 gewann Drymonakos bei den Europameisterschaften in Eindhoven die Goldmedaille über 200 Meter Schmetterling. Dabei stellte er als erster Grieche überhaupt einen neuen Europarekord auf. Nachdem bekannt wurde, dass Drymonakos bei einer Dopingkontrolle im Vorfeld der Europameisterschaften positiv getestet wurde, bekam er sowohl den Europarekord als auch den EM-Titel wieder aberkannt.

### Dopingskandal
Mitte Mai 2008 wurde bekannt, dass bei einer Trainingsdopingkontrolle Anfang März 2008 die Urinprobe von Drymonakos positiv auf das Steroid Trenbolon getestet wurde. Die erforderliche B-Probe erbrachte das gleiche Ergebnis, worauf Drymonakos sein Karriereende bekanntgab.
Der Schwimmweltverband (FINA) musste nun entscheiden was mit den von Drymonakos gewonnenen Medaillen bei den Schwimmeuropameisterschaften 2008 in Eindhoven und den Kurzbahnweltmeisterschaften 2008 in Manchester zu geschehen hatte. Drymonakos wurde für zwei Jahre gesperrt und dem in Manchester viertplatzierten österreichischen Schwimmer Dinko Jukić wurde nachträglich die WM-Bronzemedaille zuerkannt. Später erhielt Jukić als Viertplatzierter der EM in Eindhoven auch dort die Bronzemedaille. Auch der französische Schwimmer Christophe Lebon erbte durch die Disqualifikation eine EM-Bronzemedaille.